# Celtas Cortos
Celtas Cortos est un groupe de musique rock avec des influences celtiques chantant en espagnol et formé à Valladolid en 1986. Il est composé de huit membres, dont la moitié jouait auparavant dans le groupe Almenara (es). Le nom du groupe vient d'une marque de cigarettes espagnoles.
Aujourd'hui, les influences musicales des Celtas Cortos sont plus variées : rock, ska, musiques aux accents de l'Amérique latine, même si les influences celtiques demeurent, autant dans les mélodies que dans les instruments utilisés (violon, flûte traversière, flûte irlandaise).

## Discographie
- Así Como Suena - 1988
- Salida De Emergencia - 1989
- Gente Impresentable - 1990
- Cuéntame Un Cuento - 1991
- Tranquilo Majete - 1993
- Vamos! - 1995
- En Estos Días Inciertos -1996
- Nos Vemos en Los Bares - 1997
- El Alquimista Loco - 1998
- The Best Of Celtas Cortos - 1999
- Tienes La Puerta Abierta - 1999
- Grandes Exitos - 2001
- Gente Distinta - 2002
- C’est la Vie - 2003
- Celtas Cortos,Colección - 2003
- Celtificado - 2004
- 20 Soplando Versos - 2006
- 40 de abril - 2008
- Introversiones - 2010
- Contratiempos - 2014
- Energia Positiva - 2018
- El Mundo del Revés - 2024